# Схилт, Сэмми
Сэмми Схилт (нидерл. Semmy Schilt [ˈsɛmi  ˈsxɪlt] — также известен как «Сэм Схилт» род. 27 октября 1973 года) — профессиональный нидерландский кикбоксер и боец MMA. Четырёхкратный чемпион мирового Гран-при К-1, первый боец в истории К-1, выигрывавший чемпионат три раза подряд (с 2005 по 2007 года). В четвёртый раз Сэмми Схилт завоевал пояс чемпиона К-1 в 2009 году, закончив все три боя в первых раундах против Жерома Ле Банне, Реми Боньяски и Бадра Хари. Неоднократный чемпион мира и Европы по каратэ. Также снимался в эпизодической роли в фильме «Перевозчик 3».

## Достижения
Кикбоксинг:
- Чемпион Golden Glory в супертяжелом весе
- 2012 — победитель мировой серии Golden Glory (обладатель "Большого Шлема")
- 2009 — победитель мирового Гран-при К-1
- 2007 — победитель мирового Гран-при К-1
- С 2007 года по настоящее время — чемпион К-1 в супер-тяжёлом весе.
- 2006 — победитель мирового Гран-при К-1
- 2005 — победитель мирового Гран-при К-1
- 2005 — победитель отборочного гран-при К-1 в Париже

MMA:
- 1999—2000 — чемпион по версии Pancrase (9-й Король) (2 защиты титула).

Каратэ:
- 1997 — серебряный призёр Открытого Чемпионата Великобритании по Кёкусин версии IFK в тяжелой (св. 80 кг) весовой категории (проиграл Артуру Оганесяну).
- 1997 — победитель турнира Хокутоки по дайдо-дзюку каратэ в открытой весовой категории
- 1996 — победитель турнира Хокутоки по дайдо-дзюку каратэ в открытой весовой категории
- 1996 — чемпион Европы по кёкусин будокай каратэ
- 1995 — чемпион Европы по кёкусин будокай каратэ
- 1993—1995 — трёхкратный чемпион Нидерландов по кёкусин будокай каратэ
- Обладатель 6 дана Ашихара Интернэшнл Каратэ

## Карьера в смешанных боях
Выступления в смешанных боях Схилт начал в японской организации Pancrase в мае 1996 года. Сначала особых успехов достичь ему не удавалось, однако спустя три с половиной года в ноябре 1999 года он всё же завоевал титул чемпиона организации в бою с Юки Кондо. К этому времени он успел нанести поражения также экс-чемпионам Гаю Мецгеру, Масакацу Фунаки и Минору Судзуки. В течение года Схилт дважды защитил титул, после чего принял решение покинуть Pancrase.
В мае 2001 года Сэмми дебютировал в UFC, одной из двух ведущих организаций ММА в мире на то время (наряду с Pride FC). В первом бою Схилт побил высоко котировавшегося бойца Пита Уильямса, однако следующее поражение от набиравшего обороты молодого Джоша Барнетта определило уход Схилта из UFC.
Вернувшись в Японию, Сэм начал выступать в Pride FC, где пробыл почти три года. Но выступления на высоком уровне показали, что бои смешанного стиля мало подходят Схилту. Из пяти бойцов высокого уровня Сэм победил лишь Гэна МакГи, проиграв Фёдору Емельяненко, Антониу Родригу Ногейре, Джошу Барнетту и Сергею Харитонову. В 2004 году Схилт принял решение окончательно перейти в кикбоксинг, в котором успешно выступал уже с 2002 года.

## Кикбоксинг
Исключительно высокий рост (212 см), позволявший соперникам в смешанных боях свободно переводить Схилта в партер, оказался одним из определяющих факторов в его выдающихся успехах в кикбоксинге. Имея за плечами хорошую базу в ударных видах (различные стили каратэ), Сэм с 2002 года начал выступать в К-1. Побив ещё малоизвестного тогда Мусаси и сведя в ничью бой с Эрнесто Хостом, Схилт принял участие в гран-при К-1. В 1/8 финала он выиграл у канадца Майкла МакДональда, но затем выбыл из турнира в связи с травмой (по слухам, он уступил место в сетке проигравшему Эрнесто Хосту, либо предпочёл бой за титул Pride FC с Антониу Родригу Ногейрой).
Неудачи в ММА подтолкнули Схилта к окончательному переходу в кикбоксинг. В 2005—2010 годах Сэм принял участие в 6-ти мировых гран-при К-1, выиграв четыре из них. 31 декабря 2012 года выиграл "Большой Шлем" серии Golden Glory, одержав победу в 4 боях за вечер.
27 июня 2013 года ряд СМИ сообщил о завершении Шилтом карьеры профессионального кикбоксера.

## Личная жизнь
Сэмми Схилт женат и воспитывает сына.

## Фильмография
- 2008 — Перевозчик 3
- 2011 — Новая земля / нидерл. Nova Zembla — Клас
- 2011 — Мрачный Амстердам
- 2012 — Провалы в памяти